# Paulo Coelho

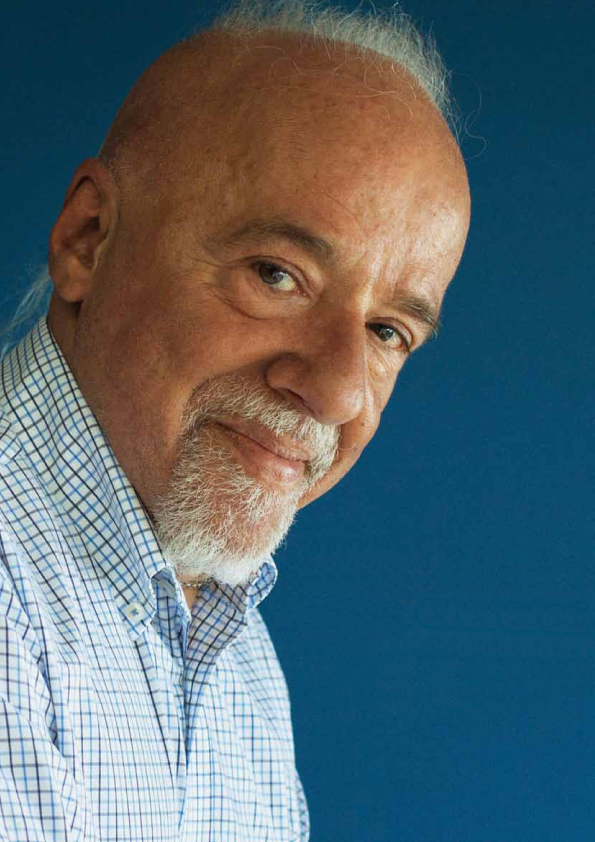
Paulo Coelho (2013)

Paulo Coelho de Souza [ˈpau̯lu kuˈɛʎu] (* 24. August 1947 in Rio de Janeiro) ist ein brasilianischer Schriftsteller und Bestsellerautor. Sein bekanntester Roman Der Alchimist wurde in 81 Sprachen übersetzt. Paulo Coelhos Bücher verkauften sich bisher über 225 Millionen Mal (Stand Mai 2023). Neben seinen literarischen Erfolgen ist Coelho durch seine Erlebnisse mit der Psychiatrie und der Militärdiktatur in Brasilien sowie durch seine spirituelle Suche und Entwicklung bekannt.

## Leben

### Kindheit und Jugend
Paulo Coelho wurde am 24. August 1947 in Rio de Janeiro in eine gutbürgerliche brasilianische Familie hineingeboren, sein Vater Pedro ist Ingenieur, seine Mutter Lígia (Lygia) Hausfrau. Er hat eine jüngere Schwester namens Sônia Maria. Paulo Coelhos Leben war von Beginn an religiös geprägt. Als siebenjähriger Junge besuchte er die Jesuitenschule Colégio Santo Inácio in Rio de Janeiro, in der er bei einem schulischen Lyrikwettbewerb einen Preis erhielt. Coelho studierte Rechtswissenschaften gegen den Wunsch seines Vaters, der ihn gerne in seinen Fußstapfen als Ingenieur gesehen hätte, unterbrach 1970 jedoch sein Studium, um als Hippie eine zweijährige Weltreise durch Südamerika, Nordafrika und Europa zu unternehmen.
Coelhos anschließende Tätigkeit als Theater- und Drehbuchautor sowie sein Drogenkonsum in dieser Zeit wurden von seinen streng katholischen und konservativen Eltern scharf verurteilt. Sein rebellisches Aufbegehren gegen die Vorstellungen und Ziele seiner Eltern ließ diese glauben, ihr Sohn sei geistesgestört. Insgesamt drei Mal ließen sie ihn in die psychiatrische Anstalt „Casa de Saúde Dr. Eiras“ einweisen (1966, 1967 und 1968), wo er auch mit Elektrokonvulsionstherapie behandelt wurde. Die Erfahrung stationärer psychiatrischer Behandlung schilderte er später in seinem Roman Veronika beschließt zu sterben.

### 1970–1979
1972 war Coelho „für ein paar Monate“ Mitglied der „Satanssekte“ O.T.O. (Ordo Templi Orientis), wo unter anderem Schwarze Magie praktiziert wurde. Er engagierte sich aber auch zu der Zeit schon politisch. Gemeinsam mit dem Musiker Raul Seixas wurde Coelho 1973 Mitglied der antikapitalistischen Alternativen Gesellschaft, die Freiheit und Selbstbestimmung propagierte.  Coelho engagierte sich in dieser Zeit für eine Comicserie, genannt Krig-ha, die ebenfalls für mehr Freiheit im vom Militär regierten brasilianischen Staat eintrat. Aufgrund der möglichen Gefahr einer Oppositionsbildung verhaftete das Militärregime die beiden Männer 1974 und Coelho sowie seine damalige Ehefrau Gisa († 2007) wurden wiederholt Folter ausgesetzt.
Zwischen den Jahren 1974 und 1976 schrieb er unter anderem zusammen mit Raul Seixas provokante Songtexte. Es entstanden insgesamt fünfundsechzig Rocklieder, die sich in Brasilien großer Beliebtheit erfreuten. Weitere Texte schrieb er für Rita Lee, Elis Regina und für Maria Bethânia. Coelho interessierte sich stets für die unterschiedlichsten alternativen Lebensmodelle und Anschauungen, so unter anderem für die Ideen und Riten der Hare Krishna und der Wicca.
1977 verließ er Brasilien und zog mit seiner ersten Frau für ein Jahr nach London, wo er sich erfolglos als Schriftsteller versuchte. Nach seiner Rückkehr nach Brasilien im Jahr darauf arbeitete er drei Monate als leitender Angestellter bei den Plattenfirmen Columbia Broadcasting System und PolyGram. Ebenfalls war er kurze Zeit für ein Musikmagazin und eine eigene Untergrundzeitschrift als Redakteur tätig. Abrupt beendete er nach drei Monaten seine beruflichen Ambitionen und trennte sich von seiner ersten Frau.

### 1980–1989
Auf einer Reise durch Europa besuchte Coelho mit seiner Freundin und späteren zweiten Frau, der Malerin Christina Oiticica, unter anderem das Konzentrationslager von Dachau. Er berichtete, dort eine Vision gehabt zu haben, bei der ihm ein Mann erschienen sei, der ihm zwei Monate später in einem Café in Amsterdam begegnete. Im Gespräch überzeugte ihn dieser, zum katholischen Glauben zurückzufinden und sich auf den Pilgerweg nach Santiago de Compostela zu begeben. Von 1980 bis 1985 lebte Coelho nach eigener Darstellung zurückgezogen in einem alten spanischen Orden namens R.A.M. (Regnum Agnus Mundi), um die christliche Symbolsprache zu studieren. Der Orden sei katholischen Ursprungs und 1492 ohne Amtssitz gegründet worden. Seine Begehung des Jakobswegs 1986 – eine Erfahrung, die er als Wendepunkt seines Lebens versteht – sowie Exerzitien des R.A.M. verarbeitete Coelho im gleichnamigen Buch Auf dem Jakobsweg – Tagebuch einer Pilgerreise nach Santiago de Compostela, das ein Jahr später erschien.
1988 folgte mit Der Alchimist sein zweites Buch. Darin verarbeitete er die elf Jahre lang betriebenen alchimistischen Studien in Form eines symbolischen Textes, eines Gleichnisses. Von der Erstauflage wurden allerdings nur neunhundert Exemplare verkauft, woraufhin sich der Verlag von ihm trennte.
Coelho verfolgte weiterhin sein Ziel, als Schriftsteller Erfolg zu haben. Als sich ein größerer Verlag, Editora Rocco, für sein Werk interessierte, erschien 1990 das Buch Brida. Das Werk fand bei der Presse große Aufmerksamkeit und verhalf dadurch auch den beiden anderen Büchern an die Spitze der Bestsellerlisten. Der Alchimist wurde ins Guinness-Buch der Rekorde aufgenommen, da es in Brasilien die Verkaufszahlen sprengte.

### 1990–1999
Im Mai 1993 ging der amerikanische Verlag HarperCollins unter der Direktion von John Loudon mit einer Erstauflage von fünfzigtausend Exemplaren des Alchimisten an den Start. Dieser Durchbruch in den USA stand am Anfang seines weltweiten Erfolges. In Hollywood interessierten sich mehrere Produktionsfirmen gleichzeitig für die Rechte, die 1993 von Warner Brothers erworben wurden. In verschiedenen Ländern erreichte das Buch die Bestsellerlisten und wurde sogar u. a. in Frankreich zum meistverkauften Buch des Jahres.
1994 wurde in Brasilien das Buch Am Ufer des Rio Piedra saß ich und weinte veröffentlicht, welches Coelhos internationalen Ruf festigte. In diesem Werk wandte er sich seiner femininen Seite zu.
Zwei Jahre später wurde er in Italien mit den angesehenen Preisen Super Grinzane Cavour und Flaiano International ausgezeichnet. Mit seinem nächsten Roman, Der fünfte Berg, wechselte Coelho zum Verlag Editorial Objetiva. Im selben Jahr wurde er zum Sonderbeauftragten des UNESCO-Projektes für interkulturellen Dialog („Convergences spirituelles et dialogues interculturels“) ernannt.
Ein Jahr später wurde sein Handbuch des Kriegers des Lichts, eine Sammlung von gleichnishaften Geschichten und Maximen, veröffentlicht. 1998 folgte der Roman Veronika beschließt zu sterben. Coelho absolvierte eine erfolgreiche Tour zunächst durch Asien, dann im Herbst eine zweite durch fast alle Länder Osteuropas, die in Istanbul mit dem Orient-Express begann und ihn über die bulgarische Hauptstadt Sofia bis ins lettische Riga führte.
Mit dem prestigeträchtigen Crystal Award des World Economic Forum in Davos wurde er 1999 ausgezeichnet. Im selben Jahr wurde Coelho durch den damaligen französischen Kulturminister Philippe Douste-Blazy in die Ehrenlegion aufgenommen.

### Ab 2000
Im Mai 2000 besuchte Coelho auf Einladung des Internationalen Zentrums für den Dialog zwischen den Zivilisationen (International Centre for Dialog Among Civilizations) den Iran. Im September erschien sein fünfter Roman Der Dämon und Fräulein Prym. Im selben Jahr wurde er zum Mitglied des Stiftungsrates der Schwab Foundation for Social Entrepreneurship gewählt.
Coelho erhielt 2001 den Bambi, den populärsten deutschen Medienpreis. Am 25. Juli 2002 folgte die für brasilianische Schriftsteller größte Auszeichnung: Er wurde zum Mitglied der altehrwürdigen Academia Brasileira de Letras mit Sitz in Rio de Janeiro gewählt, die sich unter anderem die Aufgabe gesetzt hat, die portugiesische Sprache zu pflegen. Mit einer Antrittsrede, in der er für Utopien und einen starken Glauben plädierte, trat er am 28. Oktober 2002 sein Amt in der Akademie an. In Deutschland erhielt er im selben Jahr in Frankfurt am Main den Planetary Consciousness Award des Club of Budapest und in München den internationalen Buchpreis Corine für Belletristik. Anfang des Jahres war Coelho zum ersten Mal nach China gereist, wo er Schanghai, Peking und Nanjing besuchte. Aus Anlass der internationalen Buchmesse von Bogotá reiste er dann zum ersten Mal nach Kolumbien, anschließend nach Russland, Mexiko und in die skandinavischen Länder, wo er u. a. Tanum, Oslo, Helsinki und Stockholm besuchte.
Im Juni 2005 äußerte der Autor aus Anlass der englischen Präsentation seines Romans Der Zahir seinen Unmut darüber, dass es den Produzenten von Warner Brothers immer noch nicht gelungen sei, den Roman Der Alchimist zu verfilmen, obwohl das Studio die Rechte bereits seit 1993 besaß. Weder wollte das Studio die Rechte zum vierfachen Preis des ursprünglichen Verkaufswertes, also eine Million Dollar, an Coelho zurückverkaufen, noch akzeptierte man dort den Drehbuchentwurf des Schauspielers und Regisseurs Laurence Fishburne, den der Brasilianer ausdrücklich begrüßt hatte.

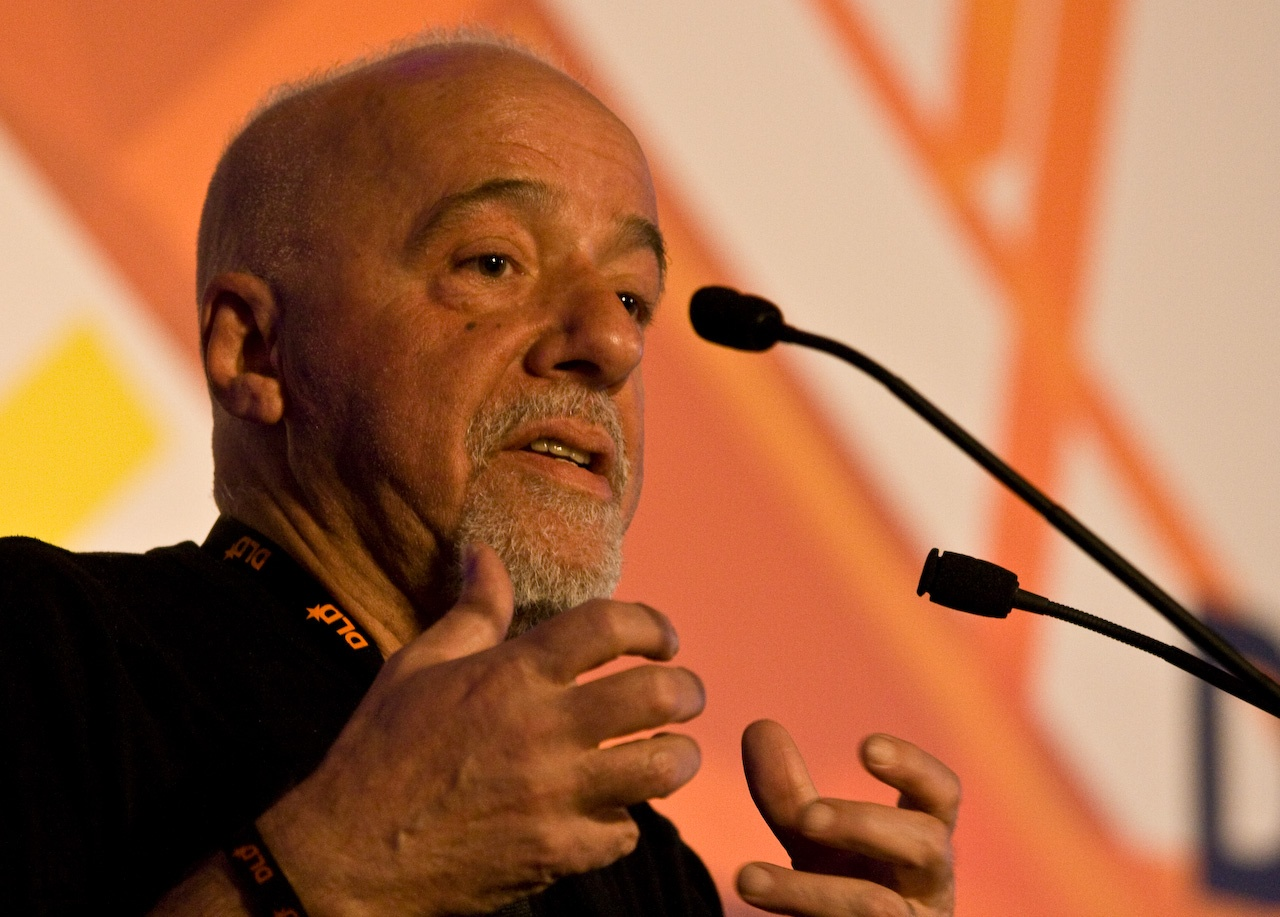
Paulo Coelho (2008)

Einen Teil seines Vermögens spendete er in seine selbst gegründete Stiftung „Instituto Paulo Coelho“. Mit einem jährlichen Budget von vierhunderttausend Dollar hilft Coelho Favelas, hilfsbedürftigen Kindern sowie alten Menschen und unterstützt die Übersetzung brasilianischer Literatur in andere Sprachen. Außerdem spendete er an Kinderkrankenhäuser und andere Institutionen im Ausland beträchtliche Summen. Am 21. September 2007 wurde er von UN-Generalsekretär Ban Ki-moon zum Friedensbotschafter berufen. Mit seinem Institut, das Coelho zusammen mit seiner Frau gegründet hat, setzte sich der internationale Bestsellerautor seit Jahren für die unterprivilegierte Bevölkerungsschicht in Brasilien ein.

## Paulo-Coelho-Stiftung
In Ergänzung zur Paulo-Coelho-Stiftung (portugiesisch Fundação Paulo Coelho e Christina Oiticica, englisch Foundation Paulo Coelho & Christina Oiticica), mit Sitz in Genf, hat der brasilianische Autor eine virtuelle Stiftungs-Plattform kreiert. Bis November 2014 lud Paulo Coelho rund 80.000 Dokumente – Manuskripte, Tagebücher, Fotos, Leserzuschriften, Zeitungsausschnitte – hoch.

## Familie
Seit 1980 ist Paulo Coelho in zweiter Ehe mit Christina Oiticica verheiratet. Das kinderlose Paar lebte 2012 in Rio, Genf, Paris und Saint-Martin, einem kleinen
Dorf nahe Lourdes.

## Anima Mundi
Coelhos Anschauung der Weltenseele (Anima Mundi), die in allen Erscheinungen der Welt erfahren werden könne, wurde während seines fünfjährigen Aufenthaltes im oben genannten spanischen Orden geprägt. Coelho glaubt fest an Zeichen, die ihm alltäglich widerfahren. Er deutet sie für sich persönlich als Hinweise und stimmt darauf sein weiteres Handeln ab. Ein Beispiel ist die weiße Feder, die er erst finden muss, bevor er ein neues Buch beginnen kann. Dieses Verständnis von Zeichenmystik veranschaulicht der Autor in seiner gesamten Publikation.

## Social Media
Mit Stand 2018 über 15 Millionen Followern auf Twitter und über 29 Millionen Gefällt-mir-Angaben auf Facebook ist Coelho der Schriftsteller mit der größten Fangemeinde in den sozialen Netzwerken. Er ist außerdem u. a. auch vertreten auf Instagram, Pinterest und Tumblr.

## Werke
| Erscheinungsjahr (Original) | Erscheinungsjahr (der deutschen Ausgabe) | Originaltitel (portugiesisch)                | Deutscher Titel                                                                             | Verlag (der deutschen Ausgabe) | ISBN (der deutschen Ausgabe) |
| --------------------------- | ---------------------------------------- | -------------------------------------------- | ------------------------------------------------------------------------------------------- | ------------------------------ | ---------------------------- |
| 1984                        | –                                        | O Manifesto de Krig-há                       | –                                                                                           | –                              | –                            |
| 1984                        | –                                        | Teatro da Educação                           | –                                                                                           | –                              | –                            |
| 1982                        | –                                        | Arquivos do Inferno                          | –                                                                                           | Eigenverlag                    | –                            |
| 1986                        | –                                        | O Manual Prático do Vampirismo               | –                                                                                           | –                              | –                            |
| 1987                        | 1991                                     | O Diário de um Mago                          | Die heiligen Geheimnisse eines Magiers: 12 Einweihungen auf dem Jakobsweg                   | Verlag Peter Erd, München      | ISBN 3-8138-0228-0           |
| 1987                        | 1995                                     | O Diário de um Mago                          | Das Schwert des Magiers: 12 Einweihungen auf dem Jakobsweg                                  | Verlag Peter Erd, München      | ISBN 3-8138-0365-1           |
| 1987                        | 1999                                     | O Diário de um Mago                          | Auf dem Jakobsweg. Tagebuch einer Pilgerreise nach Santiago de Compostela                   | Diogenes, Zürich               | ISBN 3-257-23115-6           |
| 1988                        | 1991                                     | O Alquimista. Editora Rocca                  | Der Schatz der Pyramiden oder die Reise ins Meister-Bewusstsein                             | Verlag Peter Erd, München      | ISBN 3-8138-0208-6           |
| 1988                        | 1996                                     | O Alquimista. Editora Rocca                  | Der Alchimist                                                                               | Diogenes, Zürich               | ISBN 3-257-06126-9           |
| 1990                        | 2008                                     | Brida                                        | Brida                                                                                       | Diogenes, Zürich               | ISBN 978-3-257-24026-9       |
| 1991                        | 2021                                     | O Dom Supremo                                | Und die Liebe hört niemals auf                                                              | Diogenes, Zürich               | ISBN 978-3-257-07149-8       |
| 1992                        | 2011                                     | As Valkírias                                 | Schutzengel                                                                                 | Diogenes, Zürich               | ISBN 978-3-257-06767-5       |
| 1994                        | 1997                                     | Na margem do Rio Piedra eu sentei e chorei   | Am Ufer des Rio Piedra saß ich und weinte                                                   | Diogenes, Zürich               | ISBN 3-257-06148-X           |
| 1994                        | 1998                                     | Maktub (Kolumnen)                            | Der Wanderer: Geschichten und Gedanken                                                      | Diogenes, Zürich               | ISBN 3-257-70132-2           |
| 1994                        | 2004                                     | Maktub (Kolumnen)                            | Unterwegs / Der Wanderer. Gesammelte Geschichten                                            | Diogenes, Zürich               | ISBN 3-257-05700-8           |
| 1996                        | 1998                                     | O Monte Cinco                                | Der Fünfte Berg                                                                             | Diogenes, Zürich               | ISBN 3-257-06164-1           |
| 1997                        | –                                        | Letras do amor de um profeta                 | –                                                                                           | –                              | –                            |
| 1997                        | 2001                                     | Manual do guerreiro da luz                   | Handbuch des Kriegers des Lichts                                                            | Diogenes, Zürich               | ISBN 3-257-06277-X           |
| 1998                        | –                                        | Palavras essenciais                          | –                                                                                           | –                              | –                            |
| 1998                        | 2000                                     | Veronika decide morrer                       | Veronika beschließt zu sterben                                                              | Diogenes, Zürich               | ISBN 3-257-06235-4           |
| 2000                        | 2001                                     | O Demônio e a Srta Prym                      | Der Dämon und Fräulein Prym                                                                 | Diogenes, Zürich               | ISBN 3-257-06282-6           |
| 2003                        | 2003                                     | Onze minutos. Editora Rocco                  | Elf Minuten                                                                                 | Diogenes, Zürich               | ISBN 3-257-06373-3           |
| 2005                        | 2005                                     | O Zahir                                      | Der Zahir                                                                                   | Diogenes, Zürich               | ISBN 3-257-06464-0           |
| 2006                        | 2006                                     | Ser Como o Rio que Flui. Relatos (1998–2005) | Sei wie ein Fluss, der still die Nacht durchströmt. Neue Geschichten und Gedanken 1998–2005 | Diogenes, Zürich               | ISBN 3-257-06542-6           |
| 2006                        | 2007                                     | A bruxa de Portobello                        | Die Hexe von Portobello                                                                     | Diogenes, Zürich               | ISBN 978-3-257-06600-5       |
| 2008                        | 2009                                     | Vencedor está só                             | Der Sieger bleibt allein                                                                    | Diogenes, Zürich               | ISBN 978-3-257-06719-4       |
| 2010                        | 2012                                     | O Aleph. Edition Sextante                    | Aleph                                                                                       | Diogenes, Zürich               | ISBN 978-3-257-06810-8       |
| 2012                        | 2013                                     | Manuscrito Encontrado em Accra               | Die Schriften von Accra                                                                     | Diogenes, Zürich               | ISBN 978-3-257-06848-1.      |
| 2013                        | 2014                                     | Adultério                                    | Untreue                                                                                     | Diogenes, Zürich               | ISBN 978-3-257-06908-2       |
| 2016                        | 2016                                     | A Espiã                                      | Die Spionin                                                                                 | Diogenes, Zürich               | ISBN 978-3-257-06977-8       |
| 2017                        | 2017                                     | O Caminho Do Arco                            | Der Weg des Bogens                                                                          | Diogenes, Zürich               | ISBN 978-3-257-06948-8       |
| 2018                        | 2018                                     | Hippie                                       | Hippie                                                                                      | Diogenes, Zürich               | ISBN 978-3-257-07049-1       |

## Über die Werke
Die Bücher Coelhos tragen autobiografische Züge; die beschriebenen Landschaften und Länder hat er auf seinen Reisen selbst besucht. Coelho schreibt meist in einfacher, schmuckloser Sprache. Er verarbeitet ursprüngliche Symbole, metaphysische Elemente und christliche Mystik in märchenhaften Gleichnissen, Parabeln und Fabeln. Dabei arbeitet er auch immer biblische und spirituelle Elemente in den Kontext ein. Zentrales Thema ist die spirituelle Selbstfindung.

## Rezeption

### Erfolg und Verkaufszahlen
Internationale Bekanntheit erlangte Paulo Coelho mit seinem Roman Der Alchimist, der bisher in über 81 Sprachen erschienen ist und sich rund 85 Millionen Mal verkaufte. Seitdem gehört Coelho zu den erfolgreichsten Bestsellerautoren weltweit. Seine Bücher wurden in über 81 Sprachen übersetzt, erschienen in über 170 Ländern und verkauften sich bislang über 225 Millionen Mal.

### Kritik
Von der Literaturkritik und Feuilletons wird Coelhos Werk tendenziell negativ besprochen oder gar „leidenschaftlich gehasst“. So wurde Coelho von Kritikern vorgeworfen, er gebe sich als  „Guru“. So schreibt etwa Andreas Bernard 2005 in der Süddeutschen Zeitung: „Coelhos poetisches Verfahren ist bekannt und von der Literaturkritik so häufig mit Häme bedacht worden, dass er vor ein paar Monaten sogar einen ganzen Roman veröffentlicht hat, um sich zu rechtfertigen“, und erklärt sich den riesigen Erfolg Coelhos damit, dass er „die Komplexitäten des modernen Lebens auf so einfache wie stabile Wahrheiten reduziert“. Der Kritiker Denis Scheck bezeichnete den Autor als „Esoterik-Dealer“, als „Schwachsinnsschwurbler“, „unangefochtenen König des Esoterikschunds“ und 2019 in der Florian Schroeder Satireshow als „einen aus dem protoliterarischen Urschleim gekrochenen Einzeller der Erbauungsliteratur“. In der Wochenzeitung Die Zeit hieß es 2005 in der Rezension von Klaus Nüchtern zum Roman Der Zahir: „Nach dem Abschluss peinigender Lektüre-Stunden bin ich um zwei Gewissheiten reicher: Millionen von Lesern können irren und: Mein erster Coelho wird mein letzter gewesen sein.“
Der Unterschied in der Rezeption von Kritik und Lesern wird auch in vielen anderen Rezensionen thematisiert: Während in der Kritik sein Werk oft „als klischeehaft und trivial“ bewertet wird, „kann sich Coelho … einer riesigen Leserschaft rühmen.“
Daniel Kehlmann lässt in seinem Roman Ruhm einen brasilianischen Bestsellerautor auftreten, der sich als Parodie auf Coelho entpuppt.

### Sonstiges
Der Zahir wurde auf der 18. Internationalen Buchmesse von Teheran im Iran ohne Angabe von Gründen konfisziert.
1999 stellte Coelho einige seiner Bücher auf seiner Webseite gratis zum Download zur Verfügung, seit 2005 tut er dies auf der von ihm betriebenen Webseite „Pirate Coelho“. Da so seine Werke einen größeren Bekanntheitsgrad erreichten, stiegen auch die offiziellen Verkaufszahlen in den Buchläden, und die Verlage duldeten die Downloadmöglichkeit. Coelho erklärte, dass es klüger wäre, „die Vorteile der neuen Technologie zu nutzen, um gute Literatur zu unterstützen und zu verbreiten.“
Im September 2006 erhielt Der Alchimist in Wien das Platin-Buch, einen Preis in Anlehnung an die Aktion Die Platin-Schallplatte vom Hauptverband des Österreichischen Buchhandels für 50.000 oder mehr (in diesem Fall: über 200.000) verkaufte Exemplare.

## Auszeichnungen
- 1993: Auszeichnung Bedeutende Kunstbegegnung, Brasilien
- 1995: 
  - Literaturpreis der Zeitschrift Elle, Frankreich
  - Golden Book Preis, Jugoslawien
- 1996: 
  - Chevalier dans l’Ordre des Arts et des Lettres, Frankreich
  - Super Grinzane Cavour des Premi Internazionali Flaiano, Italien
  - Premio Internazionale Flaiano, Italien
  - Golden Book Preis, Jugoslawien
- 1997: 
  - Ehrenorden, Spanien
  - Golden Book Preis, Jugoslawien
  - Finalist des Internationalen IMPAC Literatur Preises, Irland
- 1998: 
  - Ehrenmitglied des Ordens von Rio Branco, Brasilien
  - Diplom des Bruderordens Sonnenkreuz, Brasilien
  - Verdienste um die Menschenrechte, Brasilien
  - Sarah-Kubitscheck-Preis, Brasilien
  - Ehrenmedaille der Stadt Paris, Frankreich
  - Preis von Ljubljana (Golden Book), Slowenien
  - Verdienste um das 17. Buch Istanbuls, Türkei
  - Persepolis Achaemenian Soldié, Iran
- 1999: 
  - Crystal Award des Weltwirtschaftsforums in Davos, Schweiz
  - Golden Medal of Galicia am Jakobstag (25. Juli) für Coelhos Verdienste um den Pilgerweg von Santiago de Compostela, Spanien
  - Auszeichnung von Zagreb (Golden Book), Kroatien
- 2000: 
  - Chevalier de L’Ordre national de la Legion d’honneur, Frankreich, auf Empfehlung Jacques Chiracs
  - The Crystal Mirror Award von Warschau, Polen
  - Golden Book Preis, Jugoslawien
  - Finalist des Internationalen IMPAC Literatur Preises, Irland
- 2001: 
  - Literaturpreis Premio Fregene, Italien
  - Bambi für Kultur, Deutschland
- 2002: 
  - 6. Oktober Planetary Consciousness Award des Club of Budapest
  - 28. Oktober Mitglied der Academia Brasileira de Letras, Brasilien
  - Corine – Internationaler Buchpreis für Belletristik für Der Alchimist, München, Deutschland
  - Globales Bewusstsein, Literaturpreis, Frankreich
- 2003: 
  - Guinness-Weltrekord für die meisten in einer Stunde signierten unterschiedlichen Übersetzungen (53 Ausgaben von ›Der Alchimist‹ an der Frankfurter Buchmesse).
  - Offizielle Medaille für Kunst und Literatur, Frankreich
- 2004: 
  - Außerordentlicher Literaturpreis Giovanni Verga für einen nicht–italienischen Autor, Italien
  - Offizielle Medaille für Kunst und Literatur für Der Alchimist, Großbritannien
  - Goldener Bestsellerpreis der Zeitung Vecernje Novosti für die größte publizistische Verbreitung, Serbien
  - Ex-Libris-Preis für Elf Minuten, Serbien
  - Ehrenorden der Ukraine (Golden Book), Kiew, Ukraine
  - Orden der Heiligen Sophie, Medaille für besondere Verdienste in Wissenschaft und Kunst, Ukraine
  - Goldener Nielsen-Buchpreis für Der Alchimist, Großbritannien
- 2005: 
  - Goldene Feder, Ehrenpreis für schriftstellerische Leistung der Bauer Verlagsgruppe, Deutschland
  - Hans-Christian-Andersen-Botschafter anlässlich des 200. Geburtstags des dänischen Schriftstellers, Dänemark
  - DirectGroup International Author Award, Berlin, Deutschland
  - Budapest Grand Prize, Auszeichnung des internationalen Literaturfestivals in Budapest, Ungarn[27]
  - Der Alchimist (Album, DE: Gold)[28]
  - Der Wanderer (Album, DE: Gold)
  - Der Unterwegs (Album, DE: Gold)
- 2006: 
  - Platin-Buch vom Hauptverband des österreichischen Buchhandels, für 10 Jahre Der Alchimist
  - Wilbur Award des Religion Communicators Council für Der Zahir
  - 3. Platz in der Rubrik Literatur, Romane, Belletristik des österreichischen Publikumspreises Buchliebling, für den Roman Der Zahir, Österreich
  - Kiklop Literaturpreis für Der Zahir, in der Kategorie Hit des Jahres, Kroatien
  - Las Pergolas, neuer Literaturpreis der mexikanischen Buchhändler (ALMAC), Mexiko
  - I Premio Álava en el Corazón, Spanien
- 2007: 
  - UN-Friedensbotschafter durch UN-Generalsekretär Ban Ki-moon
  - Special Counsellor for Intercultural Dialogues and Spiritual Convergences, Amt bei der UNESCO.[29]
  - EMPiK’s Ace für Die Hexe von Portobello, Auszeichnung für das meistverkaufte Buch in internationaler Literatur, Polen
  - Hans-Christian-Andersen-Literaturpreis
- 2008: Best International Writer, Literaturpreis bei den ELLE Auszeichnungen, Spanien
- 2009: Guinness-Weltrekord für die meisten Übersetzungen desselben Buchs (Der Alchimist).[30]
- 2014: Benennung eines Asteroiden nach ihm: (12355) Coelho

## Filme
- 2014: The Pilgrim – Paulo Coelho´s Best Story. Regie: Daniel Augusto.[31]
- 2011: Breaking the Taboo, Mitwirkung, keine Buchverfilmung
- 2011: Paulo Coelho – Mein Leben. Regie: Dorothee Binding und Benedict Mirow.[32]
- 2009: Veronika beschließt zu sterben. Regie: Emily Young.[33]